# Vachellia horrida
Gommier du Cap
Espèce
Synonymes
- Acacia latronum (L.f.) Willd.
- Mimosa horrida L.
- Mimosa latronum L. f[1].

Répartition géographique
Vachellia horrida (L.) Willd  (ou Gommier du Cap) est une espèce de plantes à fleurs de la famille des Fabaceae. Il s'agit d'un arbuste de faible envergure ou parfois un arbre indigène dans la brousse sèche ou humide des zones tropicales à subtropicales de l'Afrique de l'Est. Il est appelé communément Gommier du Cap et, au Maroc, talh roumi. Ailleurs, on le connait comme  Dev-Babul. On le trouve de ci, de là, en Afrique, Asie, Inde et Amérique du Sud, vraisemblablement introduit.

## Description
Arbuste ou arbre, le port semble dépendre des conditions de vie et d'exploitation par l'homme de ce végétal. Il peut atteindre 4 à 6 m de haut quand son développement est laissé libre. Il est très communément doté d'épines stipulaires de 9.5 cm de longueur sur les tiges et les rameaux,.
Les feuilles sont bipennées, de couleur vert pâle, glauques, composées, alternes, avec de nombreux folioles.
Les glomérules de fleurs jaunes groupées en courtes grappes donnent ensuite des gousses aplaties et oblongues, contenant des graines de couleur noire.

## Répartition et habitat
Cette espèce est présente dans le sud de l'Amérique du Sud, en Afrique orientale et dans le sud de l'Asie.
Au Maroc, selon les études menées par les botanistes locaux, cet Acacia épineux est utilisé en clôtures de champs cultivés.

## Taxonomie

### Synonymes
Cette espèce a reçu d'autres appellations, synonymes mais non valides :
- Acacia latronum (L. f.) Willd.
- Mimosa horrida L.
- Mimosa latronum L. f.

### Sous-espèces
Selon Catalogue of Life (17 octobre 2019) :
- sous-espèce Vachellia horrida subsp. benadirensis (Chiov.) Kyal. & Boatwr.
- sous-espèce Vachellia horrida subsp. horrida

Au Maroc, il y a pu avoir une confusion avec l'Acacia gummifera qui lui ressemble mais avec un port moins important et des épines moins longues,.

## Utilisations
A. horrida est une plante importante comme fourrage sous les tropiques, particulièrement pendant la saison sèche.
A. horrida a été introduit au Maroc où il a été utilisé par les agriculteurs pour développer des haies épineuses difficilement pénétrables, pour clôturer les propriétés. Ses longues épines sont dissuasives et produisent des inflammations douloureuses. Les guèpes (Polistes dominula) apprécient l'abri offert et contribuent à la dissuasion de la clôture.

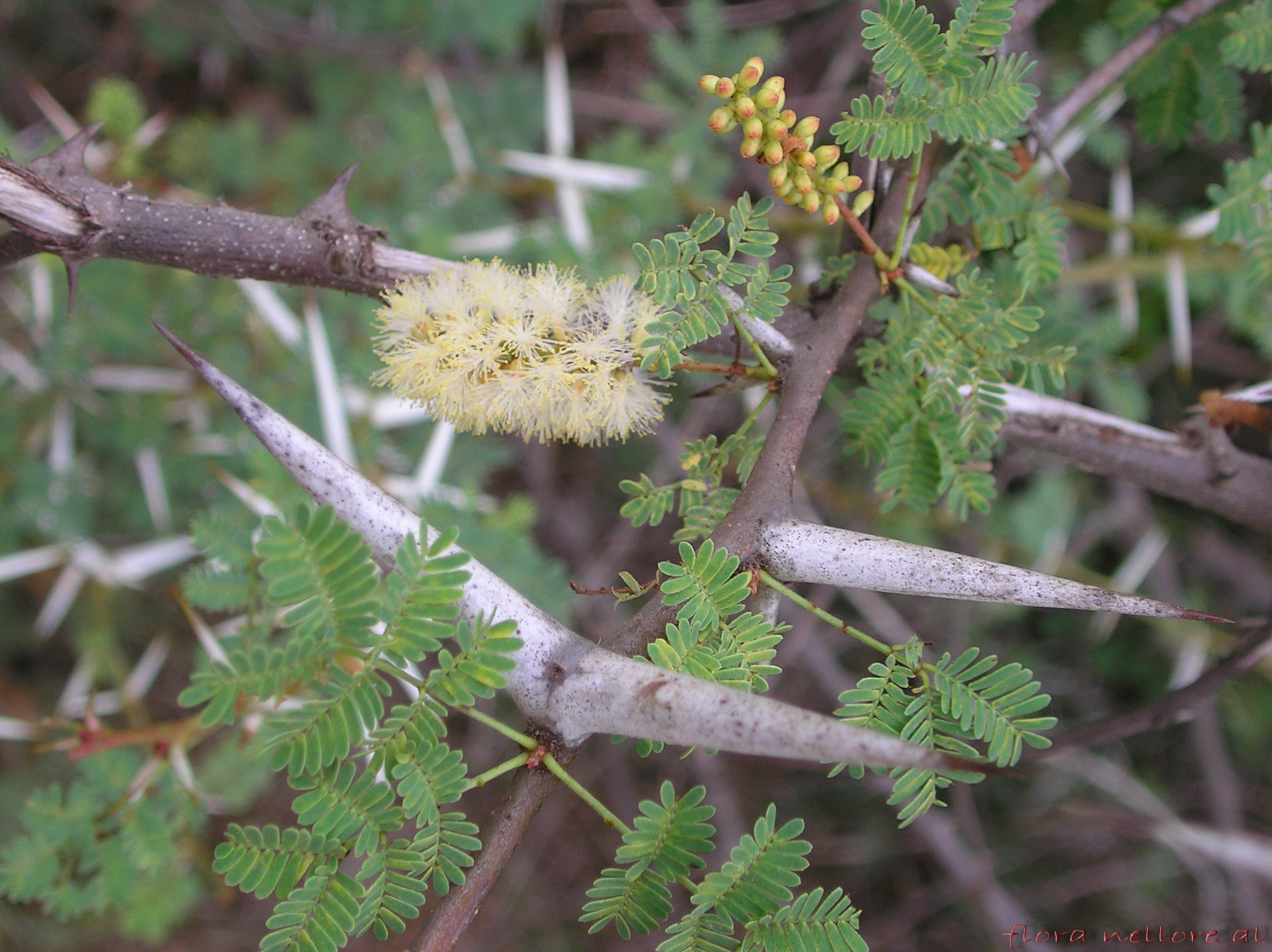
Epines et feuillage d'Acacia horrida (L.f.) Willd.